# 凱瑟琳 (亞利桑那州)
凱瑟琳（英語：Katherine）是位於美國亞利桑那州莫哈維縣的一個人口普查指定地區。根據2010年美國人口普查，該地人口為103人，而該地的面積約為11.97平方千米。

## 地理
凱瑟琳的座標為35°13′14″N 114°33′42″W / 35.22056°N 114.56167°W，而該地最高點為海拔高度209米（即686英尺）。